# Mactra ochracea
Mactra ochracea is een tweekleppigensoort uit de familie van de Mactridae. De wetenschappelijke naam van de soort is voor het eerst geldig gepubliceerd in 1880 door Martens.